# Masters of the Universe: The Arcade Game
Masters of the Universe: The Arcade Game ist ein Computerspiel von Adventure Soft und U.S. Gold aus dem Jahre 1986 auf Basis der Action-Figuren-Reihe Masters of the Universe. Es wurde kurz nach Super Adventure veröffentlicht und trägt auch den Titel He-Man and the Masters of the Universe: The Ilearth Stone.

## Handlung
Der Spieler sieht sich in der Rolle von He-Man einer Armee von Klonen der Schergen Skeletors gegenüber, die dieser durch die Macht des Ilearth Stone geschaffen hat. Erstmals kommt mit dem Zauberer Orko ein anderer Charakter der Action-Figuren-Serie vor. Die Aufgabe des Spielers ist es nun, nach den richtigen Zutaten für einen Zauberspruch Orkos zu suchen, mit dem dieser einem die Macht geben kann, Skeletors Klonarmee zu besiegen.

## Kritik
In Ausgabe 5/87 des Spielemagazins Aktueller Software Markt wird The Arcade Game als Mischung aus Antiriad und Future Knight beschrieben, die durchaus zu begeistern weiß. Zwar sei die Handlung wie schon bei Super Adventure eher komisch, allerdings weiß The Arcade Game dennoch zu gefallen. Grafik und Sound wüssten von Anfang an zu gefallen, werden allerdings leider beide langsamer, wenn der Bildschirm scrollt. Die Animationen der vom Spieler gesteuerten Figur des He-Man überzeugten genauso wie die Pseudo-3D-Hintergründe. Bei der Musik könnte nicht ganz geklärt werden, ob sie von Rob Hubbard stammt, dafür ist sie zu kurz. (Anmerkung: Der Redakteur Ulrich Mühl mutmaßte hier nur, die Musik stammt in Wahrheit von Ben Daglish.)